# WebOS
LG webOS (voorheen HP webOS en Palm webOS) is een mobiel besturingssysteem dat oorspronkelijk gebruikt werd door smartphones en tablets van HP/Palm. LG kocht webOS in 2013 over, en implementeerde het vervolgens als besturingssysteem in haar LG smart-tv's. De officiële naam is webOS, maar WebOS (met hoofdletter) wordt ook gebruikt. WebOS is gebaseerd op de Linuxkernel en was bedoeld als de opvolger voor Palm OS.

## Geschiedenis
WebOS werd voorgesteld door Palm in januari 2009. Verschillende versies van webOS werden verkocht op mobiele toestellen en tablets zoals de Pre, Pixi, Veer en de HP TouchPad. In april 2010 nam HP Palm over, waarbij webOS als een belangrijk item werd beschouwd door HP. Voor de overname, die afgerond werd in juni, betaalde HP 1,2 miljard dollar (zo'n 905 miljoen euro). HP heeft aangegeven het webOS-platform verder te ontwikkelen voor gebruik in meerdere nieuwe producten, waaronder smartphones, tablet computers en printers.
Op 25 februari 2013 nam LG het besturingssysteem over. Het bedrijf gebruikt WebOS voor zijn lijn van smart-tv's. HP blijft wel de Palm-toestellen ondersteunen.

## Functies
- Internetondersteuning
- Diepe integratie van webdiensten
- Mediaspeler voor muziek en video
- E-mail (met bijlagen) en agenda
- Videobellen
- Chatten

## Vergelijking webOS-versie op apparaten
| WebOS 1                                   | WebOS 2              | WebOS 3     |
| ----------------------------------------- | -------------------- | ----------- |
| Palm Pre, Palm Pre Plus en Palm Pixi Plus | Pre 2, Pre 3 en Veer | HP TouchPad |